# Grynobius
Grynobius is een monotypisch geslacht van kevers uit de familie van de klopkevers (Anobiidae).

## Soort
- Grynobius planus Fabricius, 1787